# Gunem (plaats)
Gunem is een bestuurslaag in het regentschap Rembang van de provincie Midden-Java, Indonesië. Gunem telt 1990 inwoners (volkstelling 2010).